# 北京銀行
北京銀行（ペキンぎんこう、英文社名 : Bank of Beijing）は、中華人民共和国の北京市西城区に本社を置く商業銀行である。1996年1月8日に設立し、旧名は「北京城市合作銀行」、2004年に「北京銀行股份有限公司」を改名。2007年には上海証券取引所に上場されている。
また、北京銀行北京店以外にも、天津、上海、西安、深圳にも168か所の拠点で営業を展開している。総資産額は5017億元であった。（2009年12月末現在）